# هریتس البیسوا
هریتس البیسوا (انگلیسی: Haritz Albisua؛ زادهٔ ۱ اکتبر ۱۹۹۲) بازیکن فوتبال اهل اسپانیا است.
از باشگاه‌هایی که در آن بازی کرده‌است می‌توان به باشگاه فوتبال ایبار اشاره کرد.